# Cook, Serve, Delicious!
『Cook, Serve, Deliciousǃ』（クック、サーブ、デリシャス！）は、アメリカのゲームデベロッパーVertigo Gamingによって2012年にリリースされたレストランシミュレーションゲームである。主な略称は、「CSD」。

## 概要
本作は、開発者のDavid Galindoが1999年に発売されたPlayStationのゲーム『俺の料理』に影響を受けて制作した。そのため、ゲームのシステムが似ている所がある。

## ストーリー
歴史的な建物、シェリソーダタワーは、かつては豪華なレストラン「クック、サーブ、デリシャス！」の本拠地として栄えていたが、時間が流れていくにつれどんどん荒廃してしまった。
タワーの所有者はこのレストランを再開し、タワーに賑わいを取り戻したいと考えていた。プレイヤーはそのレストランのシェフを任せられ、星なしカフェを5つ星のワールドクラスのレストランに変えることを目指す。

## ゲームモード

### キャリアメニュー
メインのストーリモード。レストランを5つ星にすることを目指す。

### バトルキッチン
様々なお題に挑戦するタイムアタックモード。ランキング機能有。「ウィークリーチャレンジ」は2017年を以て更新終了した。

上記の2つのモードは、モード選択にある「ローカル協力」を選択し、2人目が参加することで協力プレイも可能。

## システム
キャリアメニューでは、経営パートと調理パートの2つが存在する。

### 経営パート
プレイヤーは持っている資金で食べ物や設備を購入し、客に提供するメニューを考えていく。食べ物にはそれぞれ集客にプラスの効果をもたらすものと、マイナスの効果をもたらすものがある。よってプレイヤーは、それらの特徴を理解した上でメニューを考える必要がある。設備は特定の食べ物を調理するために必要。また、ゲーム内のメールで客からのファンレターや、レストランの評価に関わる特別な客に関することなど、様々な情報を確認することができる。

### 調理パート
午前9:00から午後10:00まで営業するレストランで、プレイヤーは次々に来る客の注文を正確に捌いていく。
注文は調理ステーションと呼ばれるリストに入り、その番号に対応したボタンを押すことで注文を処理することができる。
客の注文だけではなく、トイレ掃除や皿洗いといった衛生管理やトラブルもあり、これらもこの調理ステーションに入り、一定時間内に処理できなかったら集客効果に悪影響をおよぼす場合がある。
レストランの星が増えるたびに調理ステーションの数は増える。
提供の質により、客の評価が変わる。完璧な提供で黄色のスマイルマーク、多少の間違いがあると青色の微妙な顔をしたマーク、間違いが多いと赤色の怒った顔のマークが表示される。
なお、午後0:00と午後6:00には1時間のラッシュアワーが存在し、この時間帯になると客の来る量が増える。
高難度の「Extreme Difficulty」モードではこのラッシュアワーはすべて、スーパーラッシュアワーに置き換わる。

## 食べ物一覧

### 表の説明
- 名前：食べ物の名前。
- 購入額：食べ物を購入するために必要な額。
- 利益：客に提供することで得られる額。最大レベル2以上の場合、最低レベルの利益と最高レベルの利益の範囲で示した。
- 最大レベル：食べ物をアップクレードできるレベルの上限。
- 備考：何か食べ物に関しての説明がある場合は、ここに記している。

| 名前           | 購入額 | 利益   | 最大レベル | 備考                                                                                   |
| -------------- | ------ | ------ | ---------- | -------------------------------------------------------------------------------------- |
| Sopapillas     | $500   | $5     | 1          | フライヤーが必要。                                                                     |
| Corn Dog       | $350   | $4     | 1          | 2つ星以上でメニューに入れられなくなる。                                                |
| Pretzel        | $350   | $4     | 1          | 同上。                                                                                 |
| Cold Beer      | $1000  | $5-8   | 2          | アップグレードしても仕様が変わらない。注文のバリエーションがない。                     |
| Fried Chicken  | $600   | $5-8   | 2          | 同上。フライヤーが必要。注文のバリエーションがない。                                   |
| Soda Fountain  | $1000  | $5-8   | 2          |                                                                                        |
| French Fries   | $800   | $5-10  | 3          | フライヤーが必要。                                                                     |
| Salad          | $1200  | $8-12  | 3          |                                                                                        |
| Ice Cream      | $750   | $4-8   | 3          |                                                                                        |
| Baked Potato   | $1200  | $6-12  | 4          | 該当する調理ステーションの番号を押すだけで調理を開始する唯一の食べ物。                 |
| Nachos         | $600   | $4-12  | 4          | グリルが必要。                                                                         |
| Lasagna        | $500   | $8-20  | 4          |                                                                                        |
| Fresh Fish     | $1500  | $6-20  | 4          |                                                                                        |
| Chicken Breast | $1800  | $6-20  | 4          | アップグレードしても仕様が変わらない。注文のバリエーションがない。                     |
| Pasta          | $1000  | $8-16  | 4          | コンロが必要。                                                                         |
| Wine           | $2500  | $8-60  | 5          | 客が注文したワインによって利益が変わる。一番高いワインを注文した場合、最も利益が高い。 |
| Pizza          | $1600  | $6-25  | 5          |                                                                                        |
| Burger         | $1200  | $5-25  | 5          | グリルが必要。                                                                         |
| Steak          | $2200  | $10-40 | 5          |                                                                                        |
| Soup           | $800   | $8-40  | 5          | 最も材料の数が多い（20種類）。コンロが必要。                                           |

| 名前                                                                                        | 購入額      | 利益   | 最大レベル | 備考                                                |
| ------------------------------------------------------------------------------------------- | ----------- | ------ | ---------- | --------------------------------------------------- |
| Coffee                                                                                      | $700        | $3-6   | 2          | アップグレードしても仕様が変わらない。              |
| Hash Browns                                                                                 | $750(注 1)  | $4-6   | 2          | 同上。フライヤーが必要。                            |
| Breakfast Sandwich                                                                          | $1000(注 1) | $4-12  | 3          |                                                     |
| Pancakes                                                                                    | $900        | $4-12  | 3          |                                                     |
| Sushi                                                                                       | $1800(注 2) | $5-20  | 5          |                                                     |
| Fried Rice                                                                                  | $1200       | $6-15  | 4          | 出来上がってから焦げるまでの時間が最も短い（7秒）。 |
| Lobster                                                                                     | $2500(注 2) | $10-40 | 5          |                                                     |
| Banana Foster                                                                               | $1400(注 2) | $8-25  | 4          |                                                     |
| Shish Kabob                                                                                 | $1900(注 2) | $8-30  | 5          |                                                     |
| Stacked Enchiladas                                                                          | $1100(注 2) | $6-12  | 3          |                                                     |
| 注1:通常モードにおいて、1つ星以上で購入可能。 注2:通常モードにおいて、2つ星以上で購入可能。 |             |        |            |                                                     |

## クリア特典
レストランのランクを「ワールドクラス」にすると以下の追加要素が解禁される。
アートギャラリー
本作が開発されるまでの経緯を知ることができる。キャリアメニュー内の「ギャラリー/チュートリアル」から確認可能。
Extereme Difficultyモード
高難易度モード。通称「New Game+(NG+)」。
このモードでは通常の難易度と比べて以下の特徴がある。
- 通常は、ある程度までストーリーを進めないと買えない食べ物が最初から買える。
- 常に50%のバズブーストがかかる。
- 客のせっかちさが上昇。
- このモード限定のメールが来る。
- 調理ステーションが最初から6つある(通常は4つ)。
- ラッシュアワーがスーパーラッシュアワーに置き換わる。客の勢いが通常のラッシュアワーよりも強く、迅速な処理が必要。

## 続編
2017年9月14日に本作の続編となる『Cook, Serve, Delicious! 2!!』がSteamでリリースされた。
また2020年10月14日に『Cook, Serve, Delicious! 3?!』がリリースされた。
2024年には、本作のリメイクとなる『Cook, Serve, Delicious: Re-Mustard』が発売予定。